# Humán 8-as kromoszóma
A 8-as kromoszóma egy a 24-féle humán kromoszóma közül. Egyike a 22 autoszómának.

## A 8-as kromoszóma jellegzetességei
- Bázispárok száma: 146 274 826
- Gének száma: 794
- Ismert funkciójú gének száma: 692
- Pszeudogének száma: 364
- SNP-k (single nucleotide polymorphism = egyszerű nukleotid polimorfizmus) száma: 432 757

## A 8-as kromoszómához kapcsolódó betegségek
Az O.M.I.M rövidítés az Online Mendelian Inheritance in Man, azaz Mendeli öröklődés emberben adatbázis oldalt jelöli, ahol további információ található az adott betegségről, génről.

| Patológia                                                           | Öröklődés | O.M.I.M | Lokusz    | Gén               | A gén által kódolt fehérje |
| ------------------------------------------------------------------- | --------- | ------- | --------- | ----------------- | -------------------------- |
| Veleszületett mellékvese hiperplázia 11-béta-hidroxiláz deficiencia | Recesszív |         | q21       | CYP11B1           | Cytochrome P450 C11        |
| Charcot-Marie-Tooth betegség 1F típus                               |           |         | p21       | NEFL              |                            |
| Charcot-Marie-Tooth betegség 2E típus                               |           |         | p21       | NEFL              |                            |
| Charcot-Marie-Tooth betegség 4A típus                               |           |         | q13-q21.1 | GDAP1             |                            |
| Charcot-Marie-Tooth betegség 4D típus                               |           |         | q24.3     | NDRG1             |                            |
| Branchio-Oto-Renal-szindróma                                        | Domináns  | 113650  | q13.3     | EYA1              | Eyes absent homolog 1      |
| Surdité non syndromique                                             | Domináns  |         |           |                   |                            |
| Fallot tetralógia                                                   |           | 187500  | q23       | ZFPM2 OMIM 603693 |                            |
|                                                                     |           |         |           |                   |                            |
|                                                                     |           |         |           |                   |                            |
|                                                                     |           |         |           |                   |                            |
|                                                                     |           |         |           |                   |                            |
|                                                                     |           |         |           |                   |                            |
|                                                                     |           |         |           |                   |                            |
|                                                                     |           |         |           |                   |                            |
|                                                                     |           |         |           |                   |                            |

## Lásd még
- Kromoszóma
- Genetikai betegség
- Genetikai betegségek listája